# Kärleken förde oss samman
"Kärleken förde oss samman" är en sång skriven av Ulf Lundell, och ursprungligen inspelad av Efva & the Sadboys och utgiven som singel 1988 samt utgiven 1989 på Efva Attlings album Nerver. Ulf Lundell själv spelade 1989 in sången på albumet Utanför murarna.
Sången har även blivit en populär bröllopssång.

## Andra inspelningar
1990 spelade Berth Idoffs spelade in sången på albumet Dansglädje 90. och 1995 spelades den in av Vikingarna på albumet Kramgoa låtar 1995.
1995 spelades den även in av Anna-Lotta Larsson på albumet Jag ser dig i smyg. och 2002 spelades den in av Loa Falkman på albumet Det vackraste.